# Isopterygium subtenerum
Isopterygium subtenerum là một loài Rêu trong họ Hypnaceae. Loài này được Besch. mô tả khoa học đầu tiên năm 1891.